# Andrés D'Alessandro
Andrés Nicolás D'Alessandro (Buenos Aires, 15 april 1981) is een Argentijns-Braziliaans voetballer die sinds 4 januari 2021 onder contract staat bij Nacional. De middenvelder, wiens bijnaam El Cabezón (Grootkop) luidt, speelde als voetballer verder bij River Plate, VfL Wolfsburg, Portsmouth, Real Zaragoza, San Lorenzo, Internacional en opnieuw River Plate.

## Clubloopbaan

### River Plate
D'Alessandro debuteerde in het seizoen 1999/00 in het eerste elftal van River Plate. Vanaf het seizoen 2001/02 was de middenvelder een vaste waarde bij de Argentijnse topclub en won hij driemaal de Primera División.

### VfL Wolfsburg en verhuur aan Portsmouth en Real Zaragoza
In 2003 vertrok D'Alessandro voor circa €9.500.000,- naar VfL Wolfsburg. Na drie seizoenen vertrok hij in januari 2006 op huurbasis naar Portsmouth. In het seizoen 2006/07 verhuisde de middenvelder op huurbasis naar Spanje, waar hij voor Real Zaragoza kwam te voetballen.

### Real Zaragoza
In juli 2007 vertrok D'Alessandro voor circa €3.500.000,- naar Real Zaragoza. Eind januari 2008 stapte trainer Ander Garitano op bij Real Zaragoza, omdat de clubleiding D'Alessandro niet weg wilde doen. Zijn opvolger, Javier Irureta, kon de clubleiding blijkbaar wel van de lakse houding van D'Alessandro overtuigen en zodoende werd hij alsnog verkocht.

### San Lorenzo
In februari 2008 werd D'Alessandro voor circa €3.500.000,- door Real Zaragoza verkocht aan San Lorenzo.

### Internacional en verhuur aan River Plate
In juli 2008 vertrok D'Alessandro, na zijn korte avontuur bij San Lorenzo, voor circa €4.400.000,- naar Internacional. Met de club won D'Alessandro de CONMEBOL Sudamericana, de CONMEBOL Libertadores, de CONMEBOL Recopa (continentale treble), het Suruga Bank Championship, tweemaal de Recopa Gaúcha en zesmaal het Campeonato Gaúcho. Op 3 februari 2016 vertrok D'Alessandro op huurbasis naar River Plate, de club waar hij zijn voetballoopbaan begon. Hij won met River Plate zijn tweede CONMEBOL Recopa en tevens de Copa Argentina. In december 2016 keerde D'Alessandro terug naar Internacional.

### Nacional
Op 4 januari 2021 vertrok D'Alessandro, na ruim twaalf seizoenen bij Internacional te hebben gespeeld, transfervrij naar Nacional. Op 2 mei 2021 won D'Alessandro met Nacional de Supercopa Uruguaya.

## Interlandloopbaan
Andrés D'Alessandro nam met Argentinië onder 20 in 2001 deel aan het FIFA WK onder 20, dat gehouden werd in eigen land. Samen met Javier Saviola was hij een van de belangrijke spelers in het team dat destijds de wereldtitel behaalde. In 2004 speelde D'Alessandro met Argentinië op de CONMEBOL Copa América (verliezend finalist) en met Argentinië onder 23 op de Olympische Zomerspelen, waarbij zij goud behaalden.

## Erelijst
River Plate
- Primera División: 2000 Clausura, 2002 Clausura, 2003 Clausura
- CONMEBOL Recopa: 2016
- Copa Argentina: 2015/16

 Internacional
- CONMEBOL Sudamericana: 2008
- Suruga Bank Championship: 2009
- Campeonato Gaúcho: 2009, 2011, 2012, 2013, 2014, 2015
- CONMEBOL Libertadores: 2010
- CONMEBOL Recopa: 2011
- Recopa Gaúcha: 2016, 2017

 Nacional
- Supercopa Uruguaya: 2021

 Argentinië onder 20
- FIFA WK onder 20: 2001

 Argentinië onder 23
- Olympische Zomerspelen: 2004

Individueel
- Zuid-Amerikaans Team van het Jaar: 2001, 2002, 2008, 2010
- FIFA WK onder 20: Zilveren Bal (2001)
- FIFA WK: Zilveren Bal (2010)
- Zuid-Amerikaans Voetballer van het Jaar: 2010
- Trofeo EFE (Brazilië): 2013